# Toušice
Toušice är en ort i Tjeckien.   Den ligger i regionen Mellersta Böhmen, i den centrala delen av landet, 40 km öster om huvudstaden Prag. Toušice ligger 262 meter över havet och antalet invånare är 279.
Terrängen runt Toušice är lite kuperad. Runt Toušice är det ganska tätbefolkat, med 54 invånare per kvadratkilometer. Närmaste större samhälle är Kolín, 14,6 km öster om Toušice. Trakten runt Toušice består till största delen av jordbruksmark.